# 德維雷茨 (薩爾內區)
51°10′20″N 26°17′41″E / 51.17222°N 26.29472°E
德維雷茨（烏克蘭語：Двірець），是烏克蘭西部的村落，隸屬里夫內州薩爾內區斯捷潘市鎮，始建於1914年，面積0.22平方公里，海拔高度162米，2001年人口133，人口密度每平方公里604.6人。